# ستويان غريغوروف
ستويان غريغوروف هو لاعب كرة قدم بلغاري في مركز الوسط، ولد في 8 سبتمبر 1997 في بلوفديف في بلغاريا. لعب مع نادي لوكوموتيف بلوفديف.

## وصلات خارجية
- ستويان غريغوروف على موقع قاعدة بيانات كرة القدم.إي يو (الإنجليزية)
- ستويان غريغوروف على موقع Soccerway.com (الإنجليزية)